# Metal Circus
Metal Circus è un EP del gruppo hardcore punk Hüsker Dü registrato tra dicembre 1982 e gennaio 1983 presso lo studio di registrazione Total Access Recording di Redondo Beach e pubblicato nell'ottobre del 1983. È il primo disco del gruppo con l'etichetta SST Records.
Il disco rappresenta una tappa fondamentale nel passaggio dal frenetico hardcore punk degli esordi ad un suono più inventiva e dove emergono le doti di scrittura di Bob Mould e Grant Hart.

## Tracce

### Lato A
1. Real World - 2:27 (Mould)
2. Deadly Skies - 1:50 (Mould)
3. It's Not Funny Anymore - 2:12 (Hart)
4. First of the Last Calls - 2:48 (Mould)

### Lato B
1. Lifeline - 2:19 (Mould)
2. Diane - 4:42 (Hart)
3. Out on a Limb - 2:39 (Mould)

## Formazione
- Bob Mould - voce, chitarra
- Grant Hart - voce, batteria
- Greg Norton - basso